# Zemský okres Calw
Zemský okres Calw (německy Landkreis Calw) je zemský okres v německé spolkové zemi Bádensko-Württembersko, ve vládním obvodu Karlsruhe. Sídlem správy zemského okresu je město Calw. Má přibližně 151 tisíc obyvatel. 

## Města a obce
| Města: 1. Altensteig 2. Bad Liebenzell 3. Bad Teinach-Zavelstein 4. Bad Wildbad 5. Calw 6. Haiterbach 7. Nagold 8. Neubulach 9. Wildberg | Obce: 1. Althengstett 2. Bad Herrenalb 3. Dobel 4. Ebhausen 5. Egenhausen 6. Enzklösterle 7. Gechingen 8. Höfen an der Enz 9. Neuweiler 10. Oberreichenbach 11. Ostelsheim 12. Rohrdorf 13. Schömberg 14. Simmersfeld 15. Simmozheim 16. Unterreichenbach |